# Hyperprosopon argenteum
Espèce
Hyperprosopon argenteum est une espèce de poisson appartenant à la famille des Embiotocidés.